# Gelug

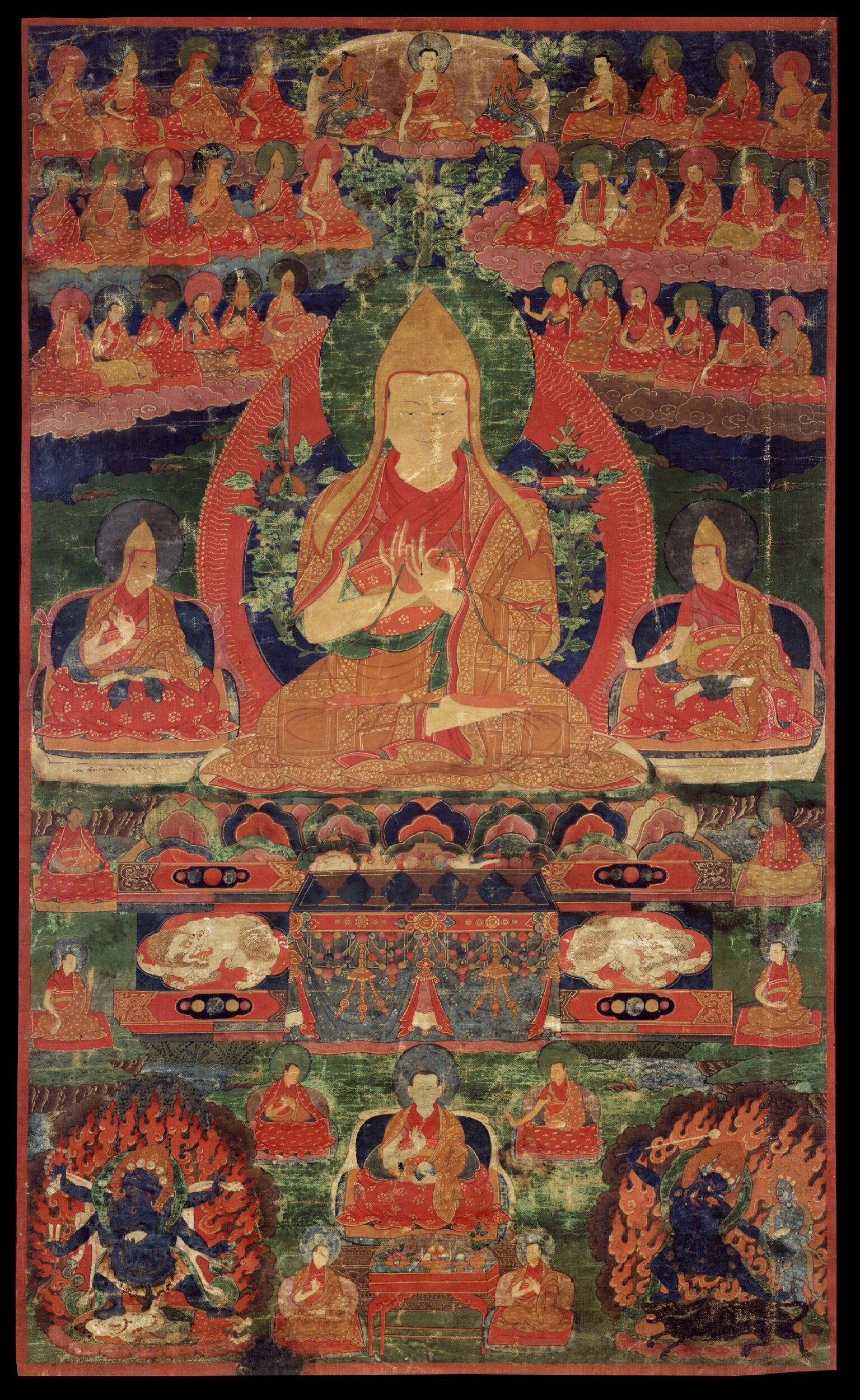
Tsongkhapa, fundador de l'escola amb estudiants i altres mestres del llinatge. Segle XVI. Rubin Museum of Art, Nova York

Gelug (Wylie: dGe-Lugs; de vegades escrit Géluk, que significa "virtuós") és la més nova de les quatre escoles principals del budisme tibetà. Va ser fundada per Je Tsongkhapa (1357–1419), un filòsof tibetà, iogui tàntric i lama; i posteriorment ampliada i desenvolupada pels seus deixebles (com Khedrup Je, Gyaltsap Je i Gendün Drubpa).
L'escola Gelug es coneix també com a Nova Kadam (bKa'-gdams gsar-pa), ja que es considera una continuació de la tradició Kadam d'Atisha (segle XI). A més, també s'anomena escola de Ganden, pel nom del primer monestir establert per Tsongkhapa. El Ganden Tripa ("El titular del tron de Ganden") és el cap de l'escola, encara que la seva figura més influent és el Dalai Lama. Aliant-se amb els Khans mongols, l'escola Gelug va sorgir com l'escola budista dominant al Tibet i a Mongòlia des de finals del segle XVI (religiosament i políticament). Un altre nom alternatiu per a aquesta tradició és escola o secta del Capell Groc.
Doctrinalment, l'escola Gelug promou una forma única de prasangika Madhyamaka basada en les obres de Tsongkhapa. Segons John Powers, l'obra de Tsongkhapa "conté una visió integral de la filosofia i la pràctica budistes que integra el sutra i el tantra, el raonament analític i la meditació ioga".

## Tsongkhapa
L'escola Gelug va ser fundada per Je Tsongkhapa, un monjo budista eclèctic i iogui que va viatjar al Tibet estudiant amb professors Kadam, Sakya, Drikung Kagyu, Jonang i Nyingma. Aquests inclouen l'erudit Sakya Rendawa (1349–1412), l'estudiós Drikung Thil Chenga Chokyi Gyalpo, el místic Kadam Lama Umapa, el mestre Jonang Bodong Chokley Namgyal i el mestre Dzogchen Drupchen Lekyi Dorje.
Gran admirador de l'escola Kadam, Tsongkhapa va fusionar els ensenyaments Kadam de lojong (entrenament mental) i lamrim (etapes del camí) amb els ensenyaments Vajrayana de les escoles Sakya, Kayu i Jonang. També va destacar el monaquisme i una estricta adhesió a la vinaya (disciplina monàstica). Va combinar això amb escrits extensos i únics sobre madhyamaka, epistemologia budista i pràctica budista. Les nombroses obres de Tsongkhapa sobre filosofia i pràctica tàntrica van tenir una gran influència i van marcar un punt d'inflexió en la història de la filosofia budista tibetana.
Tsongkhapa i els seus deixebles van fundar el monestir de Ganden el 1409, que va ser seguit per la fundació de Drepung (1416) i Sera (el 1419), que es van convertir en els "tres grans" monestirs Gelug (i finalment es convertirien en alguns dels monestirs més grans del món). Segons Sam van Schaik, aquests centres Gelug "van arribar a formar un triumvirat de monestirs gelug massius que dominarien la vida religiosa i política del Tibet central durant segles".

## Ensenyaments

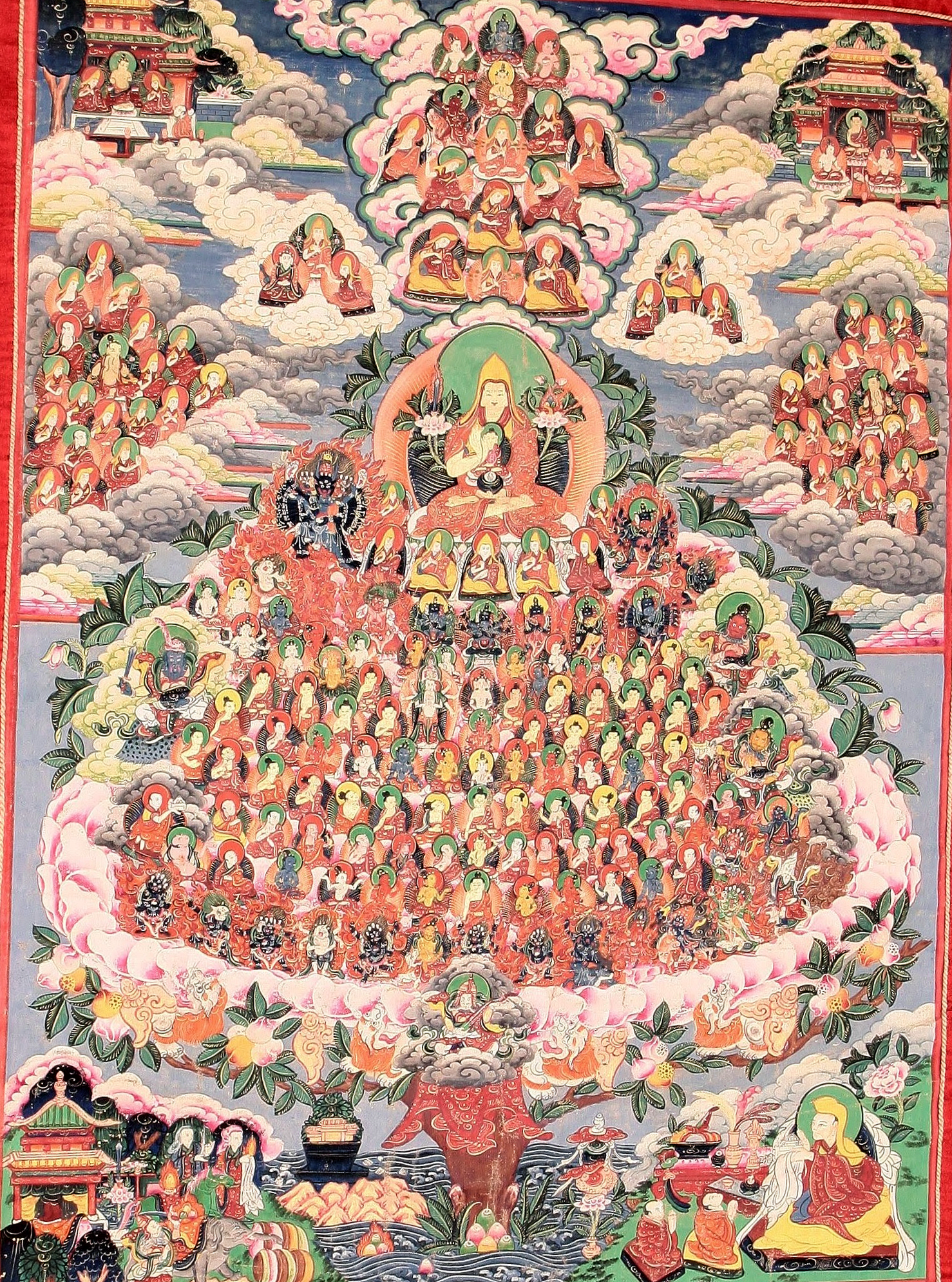
Arbre del refugi del llinatge Gelug thangka que representa Je Tsongkapa al centre de l'arbre envoltat de mestres budistes indis i tibetans. Thangkas com aquests s'utilitzen sovint com a focus per refugiar-se.

Les obres de Tsongkhapa contenen una síntesi sistemàtica de la doctrina budista que ofereix una visió integral del camí budista, basada en el Mahayana i el Vajrayana indis clàssics. Els principals ensenyaments mahayana es troben en diversos textos com la Gran Exposició del camí graduat de Tsongkhapa (Lam rim chen mo), el camí graduat mitjà (Lam rim 'bring ba) i el petit camí gradual (Lam rim chung ngu). Altres obres relacionades inclouen Els tres principis del camí, El fonament de totes les bones qualitats. També hi ha diverses altres exposicions del Lamrim d'altres figures com l' Essència d'or refinat del 3r Dalai Lama i el camí fàcil (de lam) de Panchen Losang Chökyi Gyaltsen .
Aquestes obres de Lamrim es basen en els ensenyaments del mestre indi Atiśa (segle XI) a Làmpada per al camí cap a la Il·luminació, i també en les obres de Shantideva i altres autors indis Madhyamaka. Segons els escolars Gelug, la presentació de Tsongkhapa de les etapes del camí es remunta a través d'Atisha fins a Nagarjuna (que la va rebre de Manjusri). També es diu que Tsongkhapa va incorporar elements de la presentació d'Asanga del camí (tal com li va ensenyar Maitreya).
La presentació de samatha i vipaśyanā al Lamrim de Tsongkhapa també es basa en el Bhāvanākrama (etapes de la meditació) del mestre indi Kamalaśīla del segle VIII. Un altre text important a Gelug és el Llibre de Kadam també conegut com l' Escriptura de l'Emanació de Kadam que inclou ensenyaments de mestres Kadam com Atisha i Dromton.
A l'escola Gelug, l'assoliment de la perfecció de la saviesa (prajñaparamita) requereix una comprensió adequada de la visió del buit. En el Lamrim Chenmo, Tsongkhapa rebutja la idea que tot esforç intel·lectual, conceptes i activitat mental són obstacles per a la comprensió espiritual. També rebutja certes visions del buit, en particular la visió shentong (un altre buit), que es veu com una mena d'eternisme o essencialisme. La visió adequada del buit a l'escola Gelug es considera la filosofia prāsangika mādhyamika de Nagarjuna i Chandrakirti interpretada per Tsongkhapa. Segons Jay Garfield, la visió de Tsongkhapa és "una síntesi de l'epistemologia i la lògica de Dharmakirti amb la metafísica de Nagarjuna".
Per a Tsongkhapa, l'entrenament en coneixement i saviesa està estretament associat amb l'entrenament en la compassió. L'entrenament en la comprensió del buit aprofundeix la compassió i viceversa. Tots dos es reforcen i s'enforteixen mútuament.
Les pràctiques tàntriques de l'escola Gelug també s'integren en les etapes del model de camí per La Gran Exposició del Mantra Secret de Tsongkhapa. Això es combina amb els iogues de deïtats tàntriques dels tantres d'Anuttarayoga com els tantres Guhyasamāja, Cakrasaṃvara, Yamāntaka i Kālacakra.
Per a Tsongkhapa, la pràctica de Vajrayana requereix la bodhicitta i la visió del buit (a través de la meditació vipaśyanā) com a fonament, i per tant, el Mahayana no tàntric (i els seus tres aspectes principals de renúncia, bodhicitta i visió del buit) es considera indispensable. De fet, segons Tsongkhapa, sense haver constatat el buit, no es pot practicar els iogues tàntrics de Vajrayana.
Tsongkhapa també va incorporar la pràctica tàntrica dels Sis Iogues de Naropa i Mahamudra, dels llinatges Dagpo Kagyu. Aquesta tradició va ser continuada pel primer Panchen Lama, que va compondre Un text base per la preciosa tradició Mahamudra de Gelug/Kagyü.

## Estudi
L'escola Gelug va desenvolupar un sistema d'estudi escolar molt estructurat que es basava en la memorització i l'estudi de textos clau i en el debat formal. Els temes i textos principals utilitzats en l'estudi són:
1. Disciplina monàstica ('dul ba, vinaya): Vinaya-sutra de Gunaprabha
2. Abhidharma: Abhidharmakosha de Vasubandhu
3. Epistemologia (tshad ma, pramana): que es basa en el Pramanavarttika de Dharmakirti, un comentari al "Compendi de Pramana" de Dignaga,
4. Madhyamaka (dbu-ma): Madhyamakāvatāra de Chandrakirti .
5. Prajnaparamita (phar-phyin): Abhisamayalankara de Maitreya.

Tots els col·legis Gelug estudien comentaris a aquests textos escrits per Tsongkhapa, Gyaltsab Je i Kedrub Je.
Sis textos de Tsongkhapa també són una font principal per als estudis de la tradició Gelug:
1. La gran exposició de les etapes del camí (Lam-rim chen-mo)
2. La gran exposició del mantra secret (sNgag-rim chenmo)
3. L'essència de l'eloqüència sobre els ensenyaments interpretatius i definitius (Drnng-nges legs-bshad snying-po)
4. L'elogi de l'origen dependent (rTen-'brel bstodpa)
5. La clara exposició de les cinc etapes de Guhyasamāja (gSang-'dus rim-lnga gsal-sgron)
6. El rosari d'or (gSer-phreng)